# Singapore Open (Golf)
Die Singapore Open ist ein Golfturnier in Singapur, das seit 1995 auf der Asian Tour ausgetragen wird. Es wurde 1961 gegründet und 2001 wegen mangelnder Sponsorhilfe ausgesetzt.
Die Singapore Golf Association hoffte anfangs die Veranstaltung wiederzubeleben, jedoch konnte man erst 2005 die Sentosa Leisure Group als neuen Sponsor verpflichten. 2005 betrug das Preisgeld zwei Millionen US-Dollar, womit die Singapore Open das bei weitem teuerste Turnier wurde, das ausschließlich auf der Asian Tour stattfindet und nicht von der European Tour mitausgetragen wird. Von 2009 bis 2012 wurde das Turnier auch Teil der europäischen Tour.
2006 bot die Singapore Open eine Summe von drei Millionen US-Dollar, mit einem Siegeranteil von 475.000 US-Dollar. Im Mai 2006 wurde bekannt gegeben, dass die Barclays Bank die Veranstaltung für fünf Jahre von 2006 an sponsern würde und dass das Preisgeld 2007 auf vier Millionen und 2008 auf fünf Millionen US-Dollar angehoben würde. 2010 betrug die Auszahlung sechs Millionen US-Dollar.

## Siegerliste
Austragung auf Asian und European Tour
| Jahr | Sieger               | Ergebnis | Ergebnis | Ergebnis | Ergebnis | Ergebnis  | Vorsprung       |
| Jahr | Sieger               | R1       | R2       | R3       | R4       | Gesamt    | Vorsprung       |
| ---- | -------------------- | -------- | -------- | -------- | -------- | --------- | --------------- |
| 2012 | Matteo Manassero     | 70       | 68       | 64       | 69       | 271 (−13) | Sieg im Playoff |
| 2011 | Gonzalo Fdez-Castaño | 66       | 61       | 72       | -        | 199 (−14) | Sieg im Playoff |
| 2010 | Adam Scott           | 65       | 65       | 69       | 68       | 267 (−17) | 3 Schläge       |
| 2009 | Ian Poulter          | 66       | 64       | 72       | 72       | 274 (−10) | 1 Schlag        |

Vor Mitgliedschaft bei European Tour
| Jahr    | Sieger              |
| ------- | ------------------- |
| 2008    | Jeev Milkha Singh   |
| 2007    | Ángel Cabrera       |
| 2006    | Adam Scott          |
| 2005    | Adam Scott          |
| 2002–04 | Keine Veranstaltung |
| 2001    | Thaworn Wiratchant  |
| 2000    | Jyoti Randhawa      |
| 1999    | Kenny Druce         |
| 1998    | Shaun Micheel       |
| 1997    | Zaw Moe             |
| 1996    | John Kernohan       |
| 1995    | Steve Conran        |
| 1994    | Kyi Hla Han         |
| 1993    | Paul Moloney        |
| 1992    | Bill Israelson      |
| 1991    | Jack Kay            |

| Jahr | Sieger           |
| ---- | ---------------- |
| 1990 | Antolin Fernando |
| 1989 | Lu Chien-soon    |
| 1988 | Greg Bruckner    |
| 1987 | Peter Fowler     |
| 1986 | Greg Turner      |
| 1985 | Tze-Ming Chen    |
| 1984 | Tom Sieckmann    |
| 1983 | Lu Chien-soon    |
| 1982 | Hsu Sheng-san    |
| 1981 | Mya Aye          |
| 1980 | Kurt Cox         |
| 1979 | Lu Shi-chuen     |
| 1978 | Terry Gale       |
| 1977 | Hsu Chi-san      |
| 1976 | Kesahiko Uchida  |

| Jahr | Sieger          |
| ---- | --------------- |
| 1975 | Yutaka Suzuki   |
| 1974 | Eleuterio Nival |
| 1973 | Ben Arda        |
| 1972 | Takaaki Kono    |
| 1971 | Haruo Yasuda    |
| 1970 | Hsieh Yung-yo   |
| 1969 | Tomio Kamada    |
| 1968 | Hsieh Yung-yo   |
| 1967 | Ben Arda        |
| 1966 | Ross Newdick    |
| 1965 | Frank Phillips  |
| 1964 | Ted Ball        |
| 1963 | Alan Brookes    |
| 1962 | Brian Wilkes    |
| 1961 | Frank Phillips  |

## Mehrfache Gewinner
Fünf Golfer haben dieses Turnier bis 2010 mehr als einmal gewonnen.
- 3 Siege
  - Adam Scott: 2005, 2006, 2010
- 2 Siege
  - Frank Phillips: 1961, 1965
  - Ben Arda: 1967, 1973
  - Hsieh Yung-yo: 1968, 1970
  - Lu Chien-soon: 1983, 1989